# Santa Maria della Neve al Colosseo

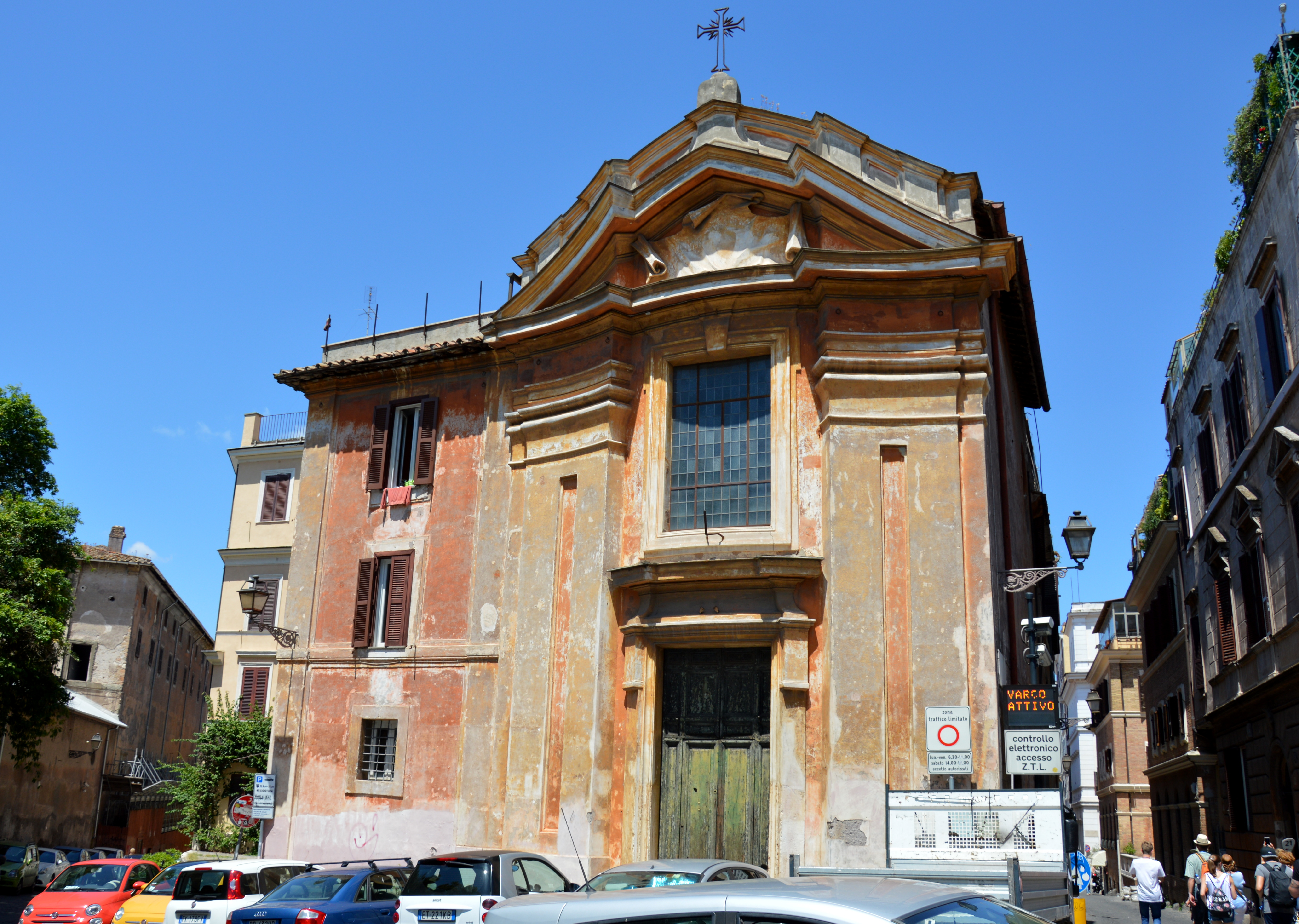
Santa Maria della Neve al Colosseo, 2018

Die Kirche Santa Maria della Neve al Colosseo ist eine katholische Kirche in der italienischen Hauptstadt Rom.

## Lage
Sie befindet sich im Rione Monti, an der Nordseite der Via del Colosseo in einer Ecklage an der östlich der Kirche von Norden einmündenden Via del Cardello. Etwa 250 Meter südöstlich der Kirche steht das bekannte Kolosseum.

## Architektur und Geschichte
Die Entstehung der Kirche ist unbekannt, zumindest bestand sie jedoch bereits im 12. Jahrhundert. Sie diente als Pfarrkirche und gehörte später dem Kardinal von San Pietro in Vincoli. Sie führte die Namen Sant’Andrea de Tabernula und Sant’Andrea de Portugallo. Im Jahr 1607 kam die Kirche an die Università dei Rigattieri, die sie im Stil des Spätbarock umbauten. Als Architekten werden zum Teil Carlo Fontana oder Giuseppe Sardi vermutet. Nach der Französischen Revolution übernahm die Bruderschaft Santa Maria della Neve das Gebäude, zugleich wurde auch der Name der Kirche geändert.
Die nach Süden ausgerichtete Fassade ist leicht vorgewölbt. Die Ecken sind mit Pilastern betont. Bekrönt wird die Fassade von einem durchbrochenen Tympanon. Im Inneren der Kirche befinden sich drei Altäre. Sie sind mit Gemälden aus dem 17. Jahrhundert verziert. Von links nach rechts finden sich die Heiliger Franziskus und Heilige Klara, Mariä Himmelfahrt am Hauptaltar und die Taufe Jesu.
Heute wird die sanierungsbedürftige Kirche als Tochterkirche der Santa Maria ai Monti geführt und dient als Gebetsort für die Gemeinschaft Sant’Egidio.